# Neopetrobia plinthi
Neopetrobia plinthi är en spindeldjursart som först beskrevs av Meyer 1989.  Neopetrobia plinthi ingår i släktet Neopetrobia och familjen Tetranychidae. Inga underarter finns listade i Catalogue of Life.